# ギュンター・フォン・クルーゲ
ギュンター・フォン・クルーゲ（Günther von Kluge, 1882年10月30日 - 1944年8月19日）は、 第二次世界大戦中のドイツ国の陸軍軍人。最終階級は陸軍元帥。軍集団司令官などを務めたが、7月20日事件に関わった容疑で自殺に追い込まれた。

## 生い立ち
ポーゼン（現ポーランド領ポズナニ）でプロイセン王国のマックス・クルーゲ少将の息子として生まれた。父は1913年に世襲貴族に叙され、「フォン」を名乗った。弟のヴォルフガングも兄同様に軍人になった。
士官学校時代、知的能力において群を抜いていたために同期から「利口なハンス（der kluge Hans）」と呼ばれた。これは当時のドイツで話題となっていた、算数を解く能力があるとされた「賢馬ハンス（ドイツ語: Kluger Hans）」とかけられたものである。このことからクルーゲはハンス・ギュンターと呼ばれるようになった。本名に「ハンス」は含まなかったが、のちに役所に正式に登録している。
第一次世界大戦中には、参謀将校・陸軍大尉としてヴェルダンの戦いに従軍した。

## ヴァイマル共和国から第二次世界大戦開戦まで
第一次世界大戦後は、ヴェルサイユ条約で兵力10万人に制限されたヴァイマル共和国の陸軍（Reichsheer）に選び残され、1930年に大佐、1933年に少将、1936年には砲兵大将と異例の早さで昇進した。

## 第二次世界大戦

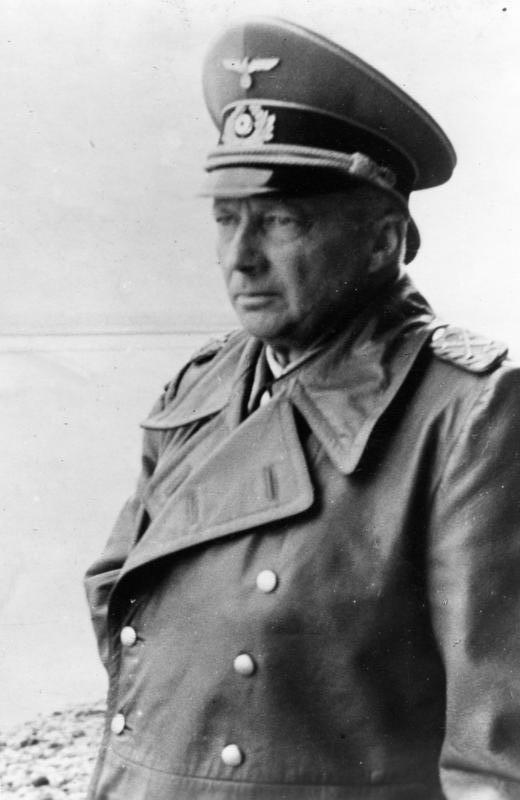
カレー海峡の防備体制を視察する西方軍新司令官クルーゲ元帥（1944年7月）

第二次世界大戦が勃発すると、第4軍の司令官として1939年にポーランド侵攻作戦に従軍する。1940年5月に開始された西方電撃戦では第4軍を率いてアルデンヌの森を通りフランス軍を撃破、戦功によって同年7月に陸軍元帥に昇進した。
1941年6月に開始されたソ連への奇襲攻撃「バルバロッサ作戦」では、第４軍司令官。12月からは、モスクワ攻略の失敗により解任されたフェードア・フォン・ボック元帥に替わって中央軍集団の指揮を執る。第４軍司令官当時にハインツ・グデーリアンの第2装甲集団の補給の責任を負う立場にあったが両者は作戦指導をめぐって対立。中央軍集団の司令官に就任した際に、グデーリアンの解任劇を巡って、2人の関係はさらに悪化。1943年にグデーリアンが装甲兵総監に就任して軍務に復帰した際には、あわや決闘騒ぎを起こすほどだった。
1943年10月、交通事故で重傷を負いエルンスト・ブッシュと中央軍集団司令官を交代する。回復後の1944年7月中旬、ゲルト・フォン・ルントシュテットの後任として西方軍司令官に着任し、イギリス軍の機銃掃射でエルヴィン・ロンメルが重傷を負うと、B軍集団司令官も兼務した。
ドイツ国防軍内部における反ヒトラー活動の首謀者の一人ヘニング・フォン・トレスコウ少将が、中央軍集団で彼の主席作戦参謀を務めていた。クルーゲは反ヒトラー活動に複雑な感情を抱いていた。彼はトレスコウのヒトラー暗殺計画を知っていたが、1944年7月20日のクラウス・フォン・シュタウフェンベルク大佐による暗殺計画が失敗に終わった後、反ヒトラー勢力への支援を拒絶した。一方で既に親衛隊に逮捕されていたフランス占領軍司令官シュトゥルプナーゲル大将の釈放命令を下すなど、態度は揺れていた。
その後も西方軍司令官に留まったが、ノルマンディーに上陸した連合軍に対する反攻作戦計画でヒトラーと意見が対立。連合軍による激しい砲爆撃で反攻作戦がはかどらず不興を買った上、連合軍の空襲でヒトラーとの通信が途絶するという不運が重なり、さらにゲシュタポやカルテンブルナー国家保安本部長官の報告によりヒトラーはクルーゲに疑念を持つようになっており、8月17日に西方軍司令官を更迭された。ベルリンへ召喚の途中、自身の名誉を守るため車内で青酸で自決した。ヒトラーに宛てた遺書の中で変わらぬ忠誠を誓う一方で、「総統閣下、戦争を終わらせてください」と結んでいる。9月1日、軍隊礼を以って葬られた。
クルーゲには伯父からブランデンブルク州の荘園を相続した夫人との間に一女があった。戦後になって、クルーゲの墓が暴かれ遺体が持ち去られていることが判明した。犯人やその動機、そして遺体の行方は現在も不明のままである。